# 什切青港
什切青港是波蘭城市什切青的深水港口，地處波羅的海沿岸，靠近什切青潟湖。2006年，什切青港的貨物處理量達9,965,000噸，佔波蘭港口總貨物處理量的16.5%。什切青港和希維諾烏依希切港由同一機構管理。

## 外部連結
- Szczecin and Świnoujscie Seaports Authority Website （页面存档备份，存于） (English)